# Saccoderma
Saccoderma es un género de peces de agua dulce de la familia Characidae en el orden Characiformes. La longitud total ronda los 4 cm. Se distribuye en cursos fluviales tropicales del norte de Sudamérica. 

## Taxonomía
Este género fue descrito originalmente en el año 1944 por el ictiólogo estadounidense Leonard Peter Schultz.  
Especies
Este género se subdivide en 3 especies:
- Saccoderma hastata (C. H. Eigenmann, 1913)
- Saccoderma melanostigma L. P. Schultz, 1944
- Saccoderma robusta Dahl, 1955

## Distribución geográfica
Se encuentra en el norte de Sudamérica, habitando en las cuencas del río Magdalena y del río Sinú en Colombia, y en la cuenca del lago Maracaibo en Venezuela.